# René Barbier
|  | Aquest article tracta sobre el viticultor català. Si cerqueu el tirador d'esgrima, vegeu «René Barbier (tirador d'esgrima)». |

René Barbier (Tarragona, 1950) és un enòleg i viticultor català.
Descendent d'una família de viticultors francesos des de l'any 1200, igual que els seus avantpassats ha dedicat tota la seva vida al món del vi. S'ha format a les escoles enològiques més prestigioses de Bordeus, Borgonya i Limós, i ha treballat també en cellers com Moueix elaboradors, entre d'altres, de Petrus. La seva experiència en el món del vi s'estén des de la part de viticultura fins a la comercial, passant evidentment per l'elaboració dels seus propis vins. L'any 1979 adquireix la seva primera finca al Priorat, i comença a vinificar el seu primer vi en aquesta zona: Clos Mogador. Més tard Nelin, Manyetes i Espectacle del Montsant.